# Camptoptera dravida
Camptoptera dravida är en stekelart som beskrevs av Subba Rao 1989. Camptoptera dravida ingår i släktet Camptoptera och familjen dvärgsteklar. Inga underarter finns listade.